# Taiana Lima
Taiana de Souza Lima née le 27 mai 1984 à Fortaleza, est une joueuse de beach-volley brésilienne. Elle est désignée sous le nom de Lima sur le circuit professionnel. Elle a notamment été double Championne du Monde Junior de sa discipline, et a gagné plusieurs tournois du Grand Chelem.

## Carrière

### Les débuts
Taiana Lima commence sa carrière professionnelle à l'âge de 18 ans, en 2002. Elle remporte dès ses débuts les championnats du monde junior de Catane (Italie) en 2002 en compagnie de Juliana Felisberta da Silva. Elle termine 5e à Saint-Quay-Portrieux (France) l'année suivante avec la même partenaire, puis redevient Championne du Monde Junior à Porto Santo (Portugal) en 2004 avec Carolina Solberg Salgado.
Elle joue de façon sporadique avec différentes partenaires de 2004 à la fin de l'année 2009, puis commence en 2010 un partenariat avec sa compatriote Vivian Danielle da Conceiçao Cunha, dite Vivian.

### Le partenariat Lima-Vivian
Lima et Vivian remportent le tournoi Challenger de Varna (Bulgarie) et atteignent la finale du Grand Chelem de Klagenfurt (Autriche) en 2010.
En 2011, elles terminent cinquième au Grand Chelem de Gstaad et troisième au Tournoi Open de Québec. Le duo ne fait aucun coup d'éclat en 2012 et décide de se séparer, le Grand Chelem de Klagenfurt marquant leur dernière apparition commune.

### La consécration
À partir de 2013, Lima s'associe avec Talita Antunes. En compagnie de sa nouvelle partenaire, Taiana Lima marque l'année 2013 de son empreinte avec cinq victoires dans les tournois du Grand Chelem du FIVB Beach Volley World Tour à Shanghai, La Haye, Rome, Long Beach & Berlin. Aux Championnats du Monde 2013 à Stare Jabłonki, elles atteignent le tour principal, battues par les Allemandes Ludwig-Walkenhorst.
Pour l'année 2014, elles cumulent trois cinquièmes places, et échouent en finale du Grand Chelem de Moscou (Russie).
En 2015, elle remporte avec Fernanda Alves la médaille d'argent aux Championnats du monde de beach-volley 2015.

## Palmarès

### Championnats du Monde de beach-volley
- Médaille d'argent en 2015 à La Haye avec Fernanda Alves